# Bezzia seychelleana
Bezzia seychelleana är en tvåvingeart som först beskrevs av Jean-Jacques Kieffer 1911.  Bezzia seychelleana ingår i släktet Bezzia och familjen svidknott.
Artens utbredningsområde är Seychellerna. Inga underarter finns listade i Catalogue of Life.